# Barbara Anne Hendricks
Barbara Anne Hendricks (Cléveris, 29 de abril de 1952) es una historiadora y política alemana perteneciente al SPD.
Desde el 17 de diciembre de 2013 hasta el 14 de marzo de 2018 fue Ministra de Medio Ambiente, Protección de la Naturaleza y Seguridad Nuclear en el Tercer Gabinete Merkel.

## Algunas publicaciones
- Barbara Hendricks: Steuergerechtigkeit für Familien. In: Wolfgang Thierse (ed.) Religion ist keine Privatsache. Patmos Verlag, Düsseldorf 2000.

## Referencias

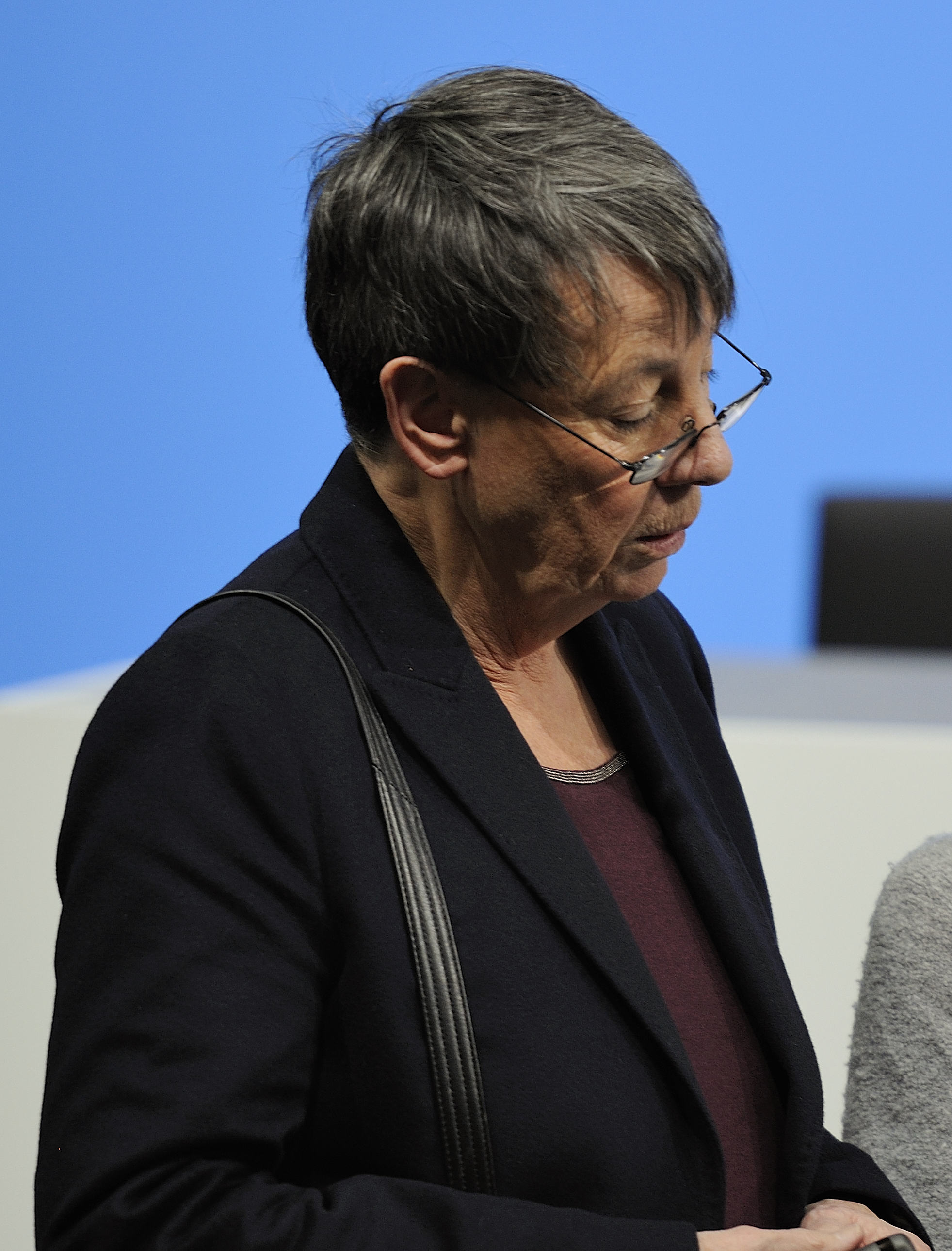
La ministra Barbara Hendricks en 2013.